# Визниця
Визни́ця — річка в Українських Карпатах, у межах Мукачівського району Закарпатської області. Права притока Латориці (басейн Тиси).

## Опис
Довжина 20 км, площа водозбірного басейну 160 км². Похил річки 12 м/км. Річка типово гірська, з кам'янистим дном і численними перекатами. Долина вузька, у верїхів'ї V-подібна, заплава часто однобічна.

## Розташування
Визниця бере початок на схід від села Пузняківці, в місці злиття кількох гірських потоків, що течуть між північно-західними відногами хребта Товстого (гірський масив Вулканічні Карпати). Тече переважно на південь. Впадає до Латориці біля південно-західної околиці смт Кольчино.

## Притоки
- Ламованя (права); Обава (ліва), гірські потоки.

## Зовнішні посилання
- Візниця